# Calyptomyrmex retrostriatus
Calyptomyrmex retrostriatus (лат.) — вид мелких муравьёв рода Calyptomyrmex из подсемейства Myrmicinae (Formicidae). Остров Борнео (G. Matang, Kuching, Саравак, Малайзия).

## Описание
Мелкие муравьи, длина тела около 3 мм. Длина головы (HL) от 0,78 до 0,96 мм, ширина (HW) от 0,87 до 0,96 мм. Сходен с Calyptomyrmex lineolus, но отличается от него бороздчатостью части брюшка, более мелкими размерами и тонкими волосками. Длина скапуса усика (SL) от 0,45 до 0,49 мм. Основная окраска тела красновато-коричневого цвета (усики и ноги светлее). Голова и тело покрыты тонкими волосками. Проподеум угловатый, но без явных шипиков. Глаза мелкие: в наибольшем диаметре 5—6 омматидиев. На голове развиты глубокие усиковые бороздки, полностью вмещающие антенны. Усики самок и рабочих 12-члениковые с булавой из 3 вершинных члеников (у самцов усики 12-члениковые, но без булавы). Максиллярные щупики 2-члениковые, нижнечелюстные щупики из 2 члеников. Наличник широкий с двулопастным выступом (клипеальная вилка). Стебелёк между грудкой и брюшком состоит из двух члеников: петиолюса и постпетиолюса (последний чётко отделён от брюшка), жало развито, куколки голые (без кокона). Брюшко с бороздками. Вид был впервые описан в 2011 году австралийским мирмекологом Стивом Шаттаком (Steven O. Shattuck, CSIRO Ecosystem Sciences, Канберра, Австралия).